# Laudívio Carvalho
Laudívio Carvalho é um político brasileiro, do estado de Minas Gerais.

## Biografia
Foi eleito deputado federal em 2014, para a 55.ª legislatura (2015-2019), pelo PMDB. Votou a favor do Processo de impeachment de Dilma Rousseff. Posteriormente, votou a favor da PEC do Teto dos Gastos Públicos. Em abril de 2017 foi contrário à Reforma Trabalhista.  Em agosto de 2017 votou a favor do processo em que se pedia abertura de investigação do então Presidente Michel Temer.